# Parsonsia procumbens
Parsonsia procumbens là một loài thực vật có hoa trong họ La bố ma. Loài này được Small mô tả khoa học đầu tiên.